# WFV-Pokal 1960/61
Der WFV-Pokal 1960/61 war die 9. Austragung des Pokalwettbewerbs der Männer im württembergischen Amateurfußball. Titelverteidiger war der VfR Schwenningen. Im Endspiel am 21. April 1961 in Metzingen gewann der VfL Kirchheim/Teck mit einem 7:1-Finalsieg in einem Duell zweier Oberligisten über den TSV Eningen erstmals den Titel im Landespokal. Dies war lange Zeit das höchste Endspielergebnis, ehe im Finalspiel 2004 der VfR Aalen den FSV 08 Bissingen mit 8:0 besiegte. Geleitet wurde die Partie vom renommierten Schiedsrichter Rudolf Kreitlein.
Seinerzeit wurden die Teilnehmer am DFB-Pokal über den Süddeutschen Pokal ermittelt, so dass der Titelgewinner VfL Kirchheim/Teck sich zwar für diesen qualifiziert hatte, aber erst in Folge der Finalteilnahme im WFV-Pokal 1987/88 sich erstmals für den DFB-Pokal-Wettbewerb qualifizieren konnte.

## Achtelfinale
|                       | Ergebnis |                     |
| --------------------- | -------- | ------------------- |
| 1. FC Normannia Gmünd | 3:2      | SpVgg Neckarsulm    |
| VfL Kirchheim/Teck    | 4:2      | FV Ravensburg       |
| VfB Conweiler         | 1:8      | Union Böckingen     |
| SV Hussenhofen        | 3:2      | TSV Benningen       |
| TSV Eningen           | 2:1      | SC Geislingen       |
| FV Kickers Lauterbach | 3:0      | VfB Friedrichshafen |

## Viertelfinale
|                 | Ergebnis  |                       |
| --------------- | --------- | --------------------- |
| Union Böckingen | 0:1       | 1. FC Normannia Gmünd |
| SV Hussenhofen  | 1:3 n. V. | VfL Kirchheim/Teck    |

Freilose: FV Kickers Lauterbach, TSV Eningen

## Halbfinale
|                       | Ergebnis |                       |
| --------------------- | -------- | --------------------- |
| VfL Kirchheim/Teck    | 2:1      | 1. FC Normannia Gmünd |
| FV Kickers Lauterbach | 1:2      | TSV Eningen           |

## Endspiel
| VfL Kirchheim/Teck                           | VfL Kirchheim/Teck | TSV Eningen | TSV Eningen |
| -------------------------------------------- | --- | --- | ----------- |
| VfL Kirchheim/Teck                           | \| 21. April 1961 in Metzingen \| \| Ergebnis: 7:1 (3:0) \| \| Zuschauer: 2000 \| \| Schiedsrichter: Rudolf Kreitlein (Stuttgart) \| | \| 21. April 1961 in Metzingen \| \| Ergebnis: 7:1 (3:0) \| \| Zuschauer: 2000 \| \| Schiedsrichter: Rudolf Kreitlein (Stuttgart) \| | TSV Eningen |
| VfL Kirchheim/Teck                           | Libon – Fischbeck, Jany – D. Flegel, Maier, Graß – Fischer, Gabriel, Mrasek, A. Flegel, Werner                                       | Rojek – Groß, Neuhäuser – Ripple, Eisele, Rogge – Grewe, Herrmann, Weckherrlin, Stiller, Schmander                                   | TSV Eningen |
| VfL Kirchheim/Teck                           | 1:0 Gabriel (15.) 2:0 Eisele (22., Eigentor) 3:0 Fischer (40.) 4:1 Fischer (57.) 5:1 Gabriel (68.) 6:1 Maier (71.) 7:1 Gabriel (77.) | 3:1 Rogge (50.) | TSV Eningen |
| 21. April 1961 in Metzingen                  | | |             |
| Ergebnis: 7:1 (3:0)                          | | |             |
| Zuschauer: 2000                              | | |             |
| Schiedsrichter: Rudolf Kreitlein (Stuttgart) | | |             |